# George Baker (musiker)
George Baker, född Johannes Bouwens den 8 december 1944 i Hoorn, är en nederländsk sångare och låtskrivare. 
Han skrev bland annat låten Paloma Blanca som under senare delen av 1970-talet låg på flera topplistor. 
Han var sångare och frontfigur i popgruppen George Baker Selection. Numera är han soloartist.